# منتخب كرواتيا تحت 20 سنة لكرة القدم
منتخب كرواتيا تحت 20 سنة لكرة القدم (بالكرواتية: Hrvatska nogometna reprezentacija do 20 godina)‏ هو ممثل كرواتيا الرسمي في المنافسات الدولية في كرة القدم في فئة كرة قدم تحت 20 سنة للرجال، يديريه اتحاد كرواتيا لكرة القدم.